# Campidoglio

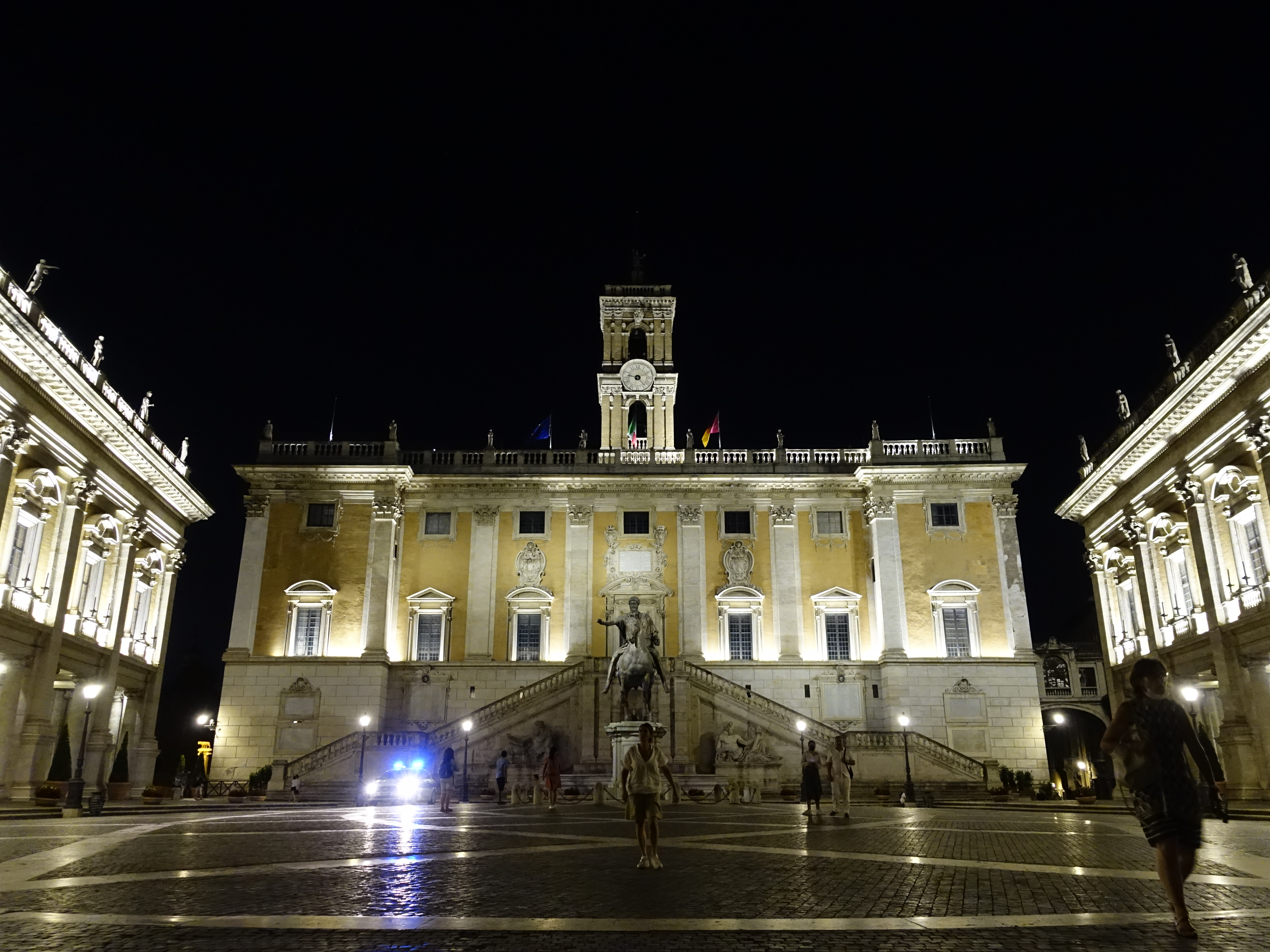
Piazza del Campidoglio

Il Campidoglio, detto anche Monte Capitolino  (Mons Capitolinus), è il più piccolo dei colli su cui venne fondata Roma.
Sul colle sorge il Palazzo Senatorio, sede del municipio della città eretto nel 1144.
Il termine inglese capitol (palazzo che ospita l'amministrazione di un governo), così come il termine capitale (inteso come città capitale), derivano dal Colle Capitolino.

## Geografia fisica
La sua altitudine è di 48 m s.l.m. sull'Arx (attuale Basilica di S. Maria in Aracoeli), di 35,9 m s.l.m. nell'Asylum (attuale Piazza del Campidoglio) e di 44,7 m s.l.m. sul Capitolium propriamente detto (Palazzo Caffarelli).

Una sella, l'Asylum, divideva la sommità settentrionale (Arx) da quella meridionale (Capitolium propriamente detto), una cui propaggine, la Rupe Tarpea, era il luogo da dove venivano fatti precipitare i traditori.
Nonostante la sua solida consistenza, il colle è composto essenzialmente da tufo, materiale largamente utilizzato dai romani per la costruzione degli edifici, come anche dimostrato dalla presenza di numerose gallerie sotto il colle, conseguenza dell'estrazione del materiale.

In epoca antica le pendici del colle rivolte verso il Tevere, il Velabro e la valle del Foro erano molto ripide, e per questo facilmente difendibili, mentre quelle verso Campo Marzio erano meno ripide, permettendo un più facile accesso alla sua sommità, anche per la presenza di una piccola sella che univa il Campidoglio con il colle del Quirinale, che fu tagliata solo in epoca imperiale da Traiano.
Il Campidoglio, per la sua conformazione fisica, e per la sua collocazione, con l'Aventino e il Palatino baluardo naturale dell'importantissimo guado sul Tevere, si rivelò fondamentale per la storia dell'Urbe sin dalle epoche più antiche.

## Storia

### Età protostorica e età regia

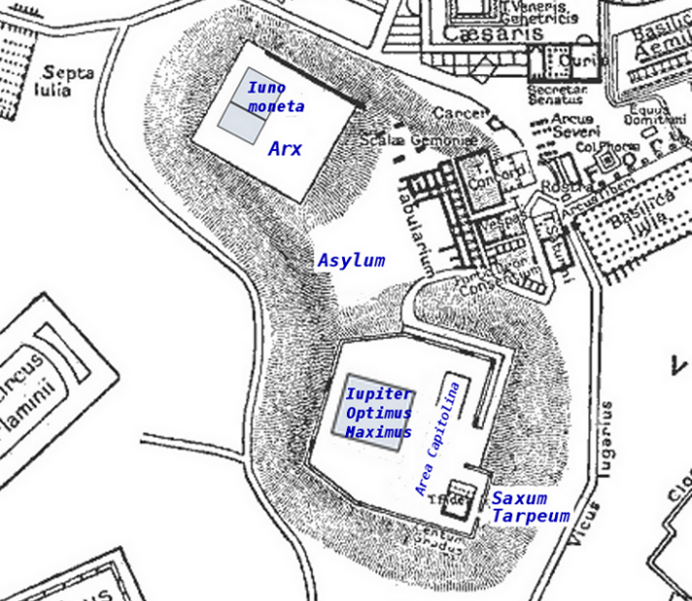
Mappa del Campidoglio

Secondo la tradizione romana, il primo insediamento sul colle fu fondato dal dio Saturno (dove pure si trovava un tempio dedicato al dio), nel quale furono accolti i Greci guidati da Ercole. Il Campidoglio dovette essere abitato fin dall'età del bronzo, come provano alcune ceramiche scoperte ai piedi di esso, nell'area di Sant'Omobono e nello scavo presso il cosiddetto Giardino Romano.
Secondo lo storico Tacito il Campidoglio, come pure il sottostante Foro Romano, furono aggiunti alla Roma quadrata di Romolo da Tito Tazio. Altri lavori sul monte furono posti in essere dal quinto re di Roma, Tarquinio Prisco, il quale vi costruì l'ingresso trionfale. Il ritrovamento di un teschio durante i lavori della fabbrica del Campidoglio permisero all'indovino Caleno di predire che Roma sarebbe divenuta la prima città dell’universo.
Al Campidoglio è legato il racconto della presa della rocca ad opera dei Sabini che, guidati da Tito Tazio, attaccarono i Romani, per vendicarsi del Ratto delle sabine. Presa la rocca, grazie al tradimento di Tarpeia, i Sabini impegnarono i Romani in una guerra, che terminò solo grazie all'intervento delle donne sabine rapite, ormai spose e madri dei romani.

### Età repubblicana

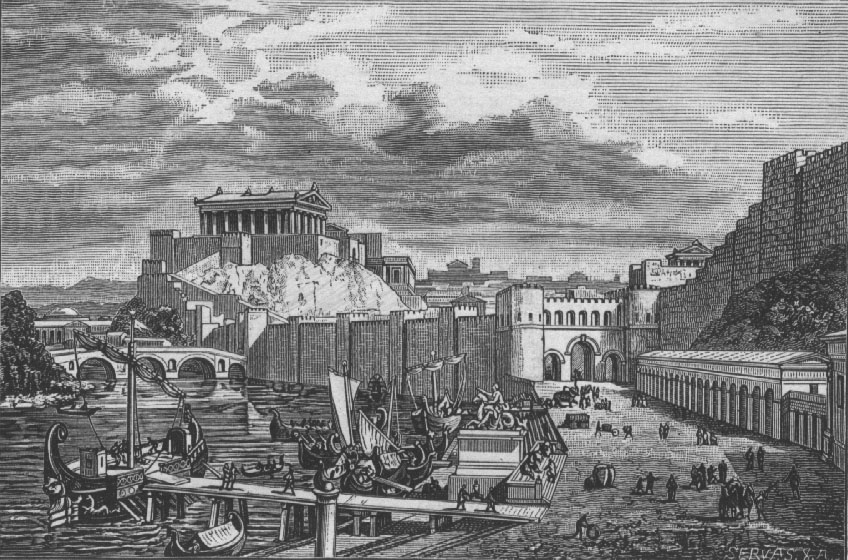
Il Campidoglio in età repubblicana

Nel 460 a.C. il Campidoglio fu occupato dai quattromila armati del sabino Appio Erdonio che, con questo colpo di mano, tentò di farsi padrone della città. Erdonio vi resistette per quattro giorni, fu infine vinto, catturato e ucciso dai Romani guidati dal console Valerio Publicola, anch'egli morto in seguito ai combattimenti. Dopo la guerra contro i Sabini, Campidoglio e Quirinale furono inseriti nella città.
L'antica via di accesso carrozzabile del Campidoglio era il Clivus Capitolinus, continuazione della Via Sacra, che iniziava nei pressi del tempio di Saturno: ne è visibile ancora un tratto notevole dopo il portico degli Dei Consenti; più avanti la strada è franata con gran parte delle pendici meridionali della collina; probabilmente proseguiva in linea retta, girando poi per sboccare davanti al tempio di Giove. Antichissimo era l'auguraculum o recinto augurale, spazio consacrato orientato secondo i punti cardinali, dal quale si prendevano gli auspici. Nel 216 a.C. vi venne edificato anche un tempio dedicato alla Concordia (diverso da quello del Foro Romano).
Il nome del colle deriva probabilmente dalla testa di guerriero a nome Tolo o Olo rinvenuta durante gli scavi per le fondazioni del tempio di Giove Capitolino (Capitolium), o tempio di Giove Ottimo Massimo, dedicato alla triade capitolina (Giove, Giunone e Minerva), che anticamente occupava la seconda sommità ed era solo un altare.
Il tempio vero e proprio venne iniziato, secondo la tradizione, da Tarquinio Prisco, continuato da Tarquinio il Superbo e terminato solo all'inizio della Repubblica.
Vi si svolgeva il sacrificio finale delle cerimonie trionfali, che precedentemente si concludevano al tempio di Giove Feretrio, risalente addirittura a Romolo, il cui nome si riferisce forse alla quercia, l'albero sacro che cresceva sul colle e al quale Romolo appese le armi prese in combattimento al re nemico (spolia opima). Inoltre il tempio di Giove inglobava i santuari di Terminus e Iuventas, che, secondo il tradizionalismo religioso romano, si preferì incorporare piuttosto che distruggere. L'edificio subì numerosi restauri e ricostruzioni.

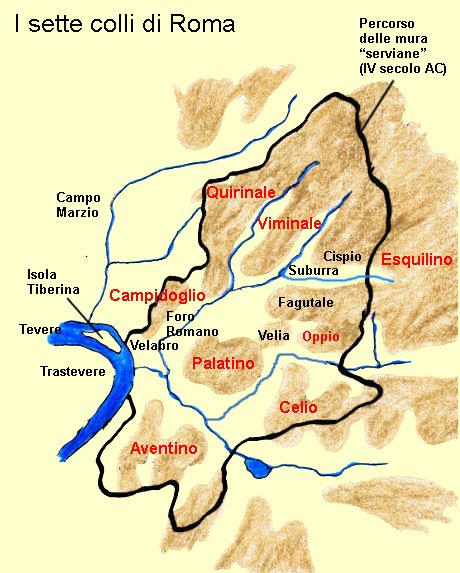
I sette colli di Roma: Aventino, Campidoglio, Celio, Esquilino, Palatino, Quirinale, Viminale

Fu proprio durante le opere di scavo delle sue fondazioni che fu ritrovato un teschio umano attribuito all'epoca ad Aulo Vipsania (o Vibenna), uno dei comites dell'eroe Mastarna (Servio Tullio - l'altro era suo fratello Celio Vipsania); da ciò si ipotizza che abbia preso nome l'intero colle: caput Auli da cui capitolium.
All'epoca dell'invasione gallica del 390 a.C. il Campidoglio fu sede di uno degli episodi più famosi, quello delle oche capitoline, tenute nel recinto sacro del tempio di Giunone, che con il loro starnazzare svelarono il tentativo di assalto notturno dei Galli. In ricordo dell'episodio venne eretto nel 345-344 a.C. il tempio di Giunone Moneta (moneta o "ammonitrice"): presso il tempio di Giunone aveva sede la prima zecca (officina moneta dal nome del tempio, da cui deriva il termine odierno di "moneta").
Subito dopo l'assedio gallico del 390 a.C. le difese furono rafforzate con un muro in corrispondenza della depressione centrale, che fungeva da opera di sostruzione (cioè di contenimento delle pendici) e da fortificazione. Esso però cadde presto in disuso dopo la costruzione delle mura serviane nel 378 a.C. In questo muro difensivo si aprivano una serie di porte: una sul lato verso il Foro Romano (porta Saturnia, presso il tempio di Saturno, o porta Capitolini (mons), o porta Tarpeia, o ancora porta Pandana, ovvero "sempre aperta" per i Sabini in seguito all'accordo tra Romolo e Tito Tazio), permetteva l'accesso dal clivus Capitolinus, la via seguita dai cortei dei trionfatori.
Una seconda porta (porta Catularia) si apriva sul lato opposto per un asse viario in salita (clivus) proveniente dal Campo Marzio, mentre una terza porta (porta Carmentalis verso sud-ovest) permetteva l'ingresso della scalinata dei Centum gradus, il cui nome evoca i cento gradini che scendevano dal Fornix Calpurnius sul lato della Rupe Tarpea, verso il teatro di Marcello. Altri nomi di porte del Campidoglio ci sono tramandati dalle fonti (porta Flumentana, forse verso nord-ovest, e porta Fontinalis o forse Ratumenna a nord-est).
Un ulteriore accesso dal Foro Romano era costituito dalla scalinata delle Scalae Gemoniae, che salivano all'Arx in corrispondenza forse della scalinata attuale, passando tra il Carcer e il tempio della Concordia; sopra di esse venivano gettati i corpi dei giustiziati della vicina prigione per il delitto di lesa maestà sotto l'imperatore Tiberio. I gradus Monetae, la scalinata diretta al tempio di Giunone Moneta, erano probabilmente un prolungamento delle Scalae Gemoniae nel punto più alto della cittadella.
Nella sella tra le due cime (Asylum o inter duos lucos, l'attuale piazza del Campidoglio) si trovava il tempio di Veiove (terminato nel 192 a.C.), con cella più larga che lunga, i cui resti sono tuttora visibili nei sotterranei dei Musei Capitolini.
Nel 133 a.C. venne ucciso durante un comizio nei pressi del tempio capitolino Tiberio Gracco, nel corso di una sommossa provocata dall'aristocrazia. Egli cadde probabilmente alla sommità della scalinata che scendeva verso il Campo Marzio, dove più tardi venne eretta una sua statua molto venerata dal popolo.
Nell'83 a.C. un gravissimo incendio distrusse il Campidoglio, compreso il venerando tempio di Giove. Fu incaricato della ricostruzione il partigiano di Silla, Quinto Lutazio Catulo, che nel 78 a.C. completò il Tabularium, o archivio dello Stato, che copriva il fianco del colle sul lato del sottostante Foro creando un'armoniosa scenografia di sfondo. I lavori al Campidoglio si protrassero fino al 69 a.C.

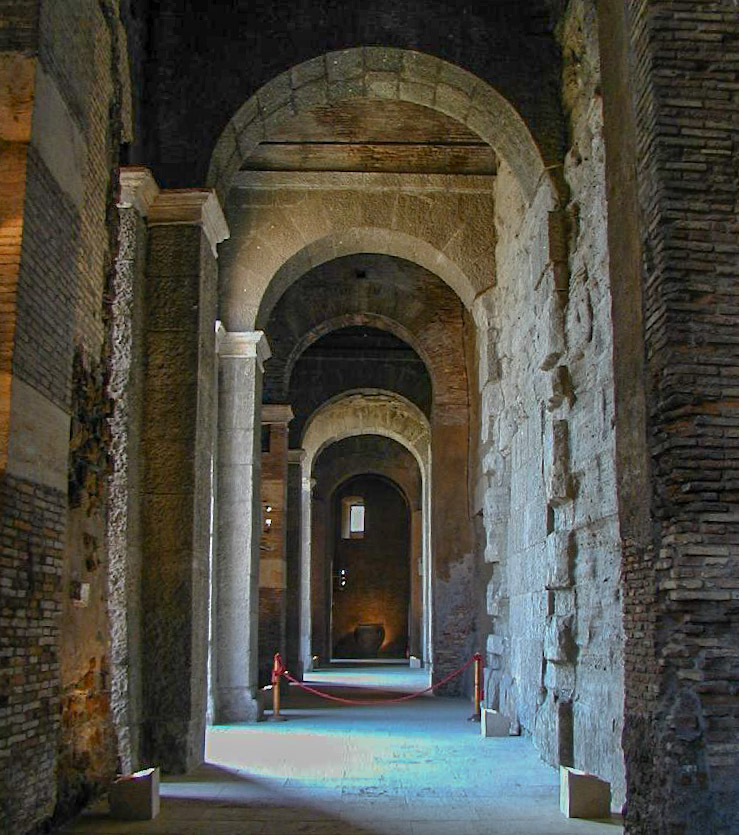
Tabularium, interno

Si racconta che nel 45 a.C. venne posta sul Campidoglio una statua di Cesare, accanto a quelle degli antichi re di Roma, che a loro volta erano vicini alla statua di Lucio Giunio Bruto, colui che aveva cacciato i Tarquini. Come ricorda Cassio Dione Cocceiano «sicuramente questo fatto influì non poco sulla determinazione di Marco Giunio Bruto a organizzare la congiura contro di lui».

### Età imperiale

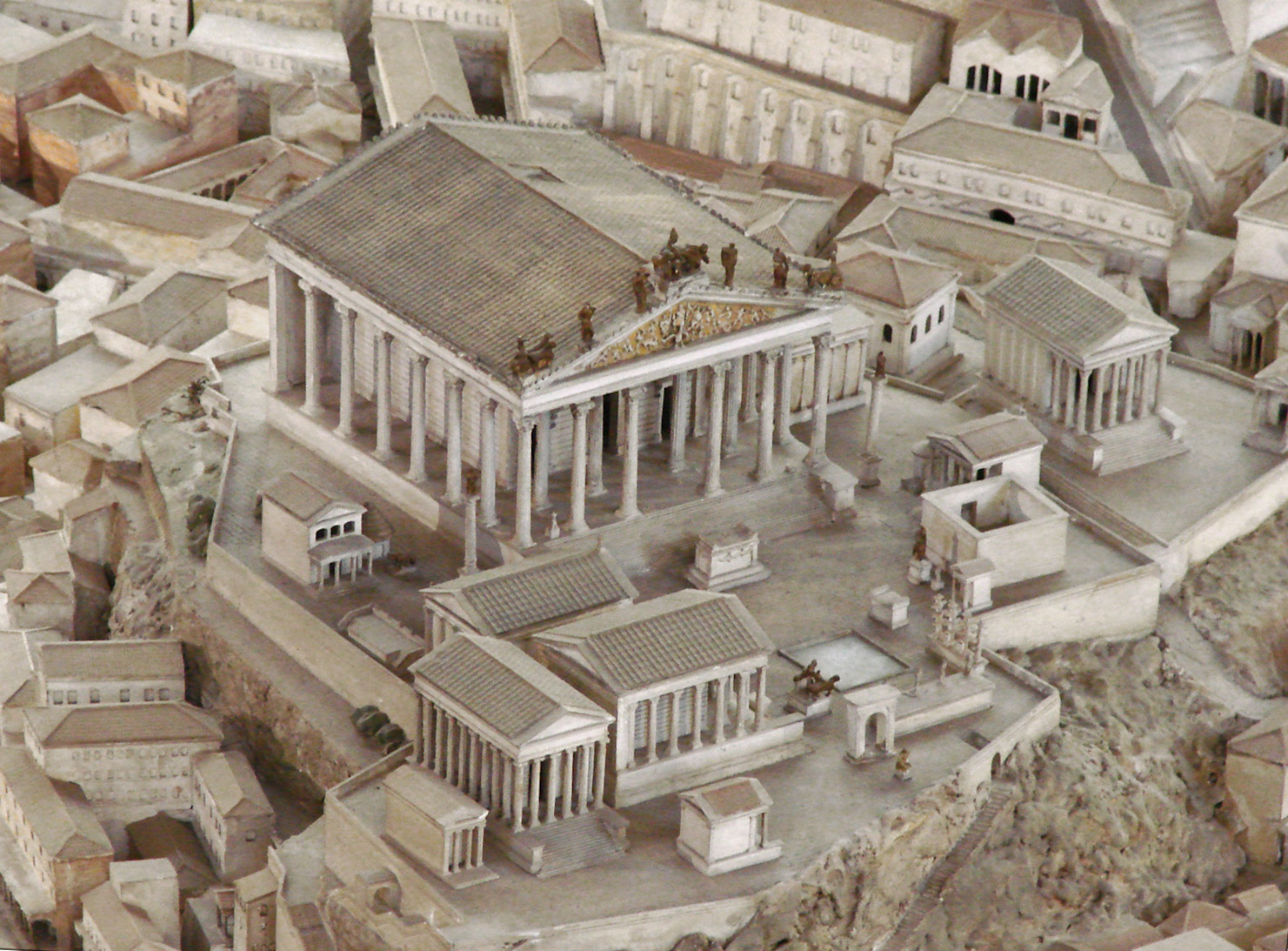
Il tempio di Giove e l'area capitolina nel plastico della Roma imperiale al Museo della civiltà romana

Sul Capitolium Augusto fece costruire un piccolo tempio dedicato a Marte Ultore, prima della dedica del tempio omonimo nel Foro di Augusto. Svetonio racconta che durante le calende di gennaio, il popolo portava doni sul Campidoglio, anche quando Augusto era assente da Roma. Con il denaro ricavato, Ottaviano fece costruire numerose statue di dèi, che consacrava nei vari quartieri, come quella di Apollo Sandaliario o quella di Giove Tragedo, e tante altre ancora.
Durante il periodo anarchico che seguì la morte di Nerone e la successione sul trono di Galba e Otone (69 d.C.), sul colle si asserragliarono i partigiani di Vespasiano, incalzati dalle truppe di Vitellio. Il colle e i monumenti furono dati alle fiamme che devastarono di nuovo l'area. Vespasiano, una volta diventato imperatore, restaurò gli edifici: il tempio di Giove venne riaperto nel 75 d.C.
Poco dopo però, nell'80 d.C. all'epoca di Tito, il fuoco divampò di nuovo risalendo le pendici dal Campo Marzio. La ricostruzione avvenne sotto Domiziano, dall'81. Risalgono a questa fase i templi degli Dei Consenti e di Vespasiano e Tito, posti alle pendici del colle verso il Foro.
Adriano e Marco Aurelio portarono poi nuovi abbellimenti al colle, ormai divenuto solo luogo di culto e méta delle processioni e dei trionfi.
All'epoca di Traiano, in seguito all'asportazione della sella montuosa per la costruzione del Foro di Traiano, il taglio nelle pendici orientali del colle fu regolarizzato con una facciata in laterizio con nicchioni, in parte ancora visibile presso l'attuale ingresso del Museo del Risorgimento.
Sulle pendici del colle erano sorti edifici di abitazione, rimaneggiati a più riprese, in parte eliminate per la costruzione del Vittoriano e durante i lavori di "isolamento" del colle negli anni 1926-1930, che risparmiarono solo i resti di un'insula tuttora visibili presso la scalinata dell'Aracoeli.
Il declino del colle iniziò con Costantino, che nel 326 ordinò l'inizio dei lavori per la costruzione della nuova capitale Nova Roma sul sito dell'antica città di Bisanzio, fornendola di un senato e di uffici pubblici simili a quelli di Roma, nonostante nel V secolo Cassiodoro ancora né decantava la magnificenza.

### Epoca medievale e moderna

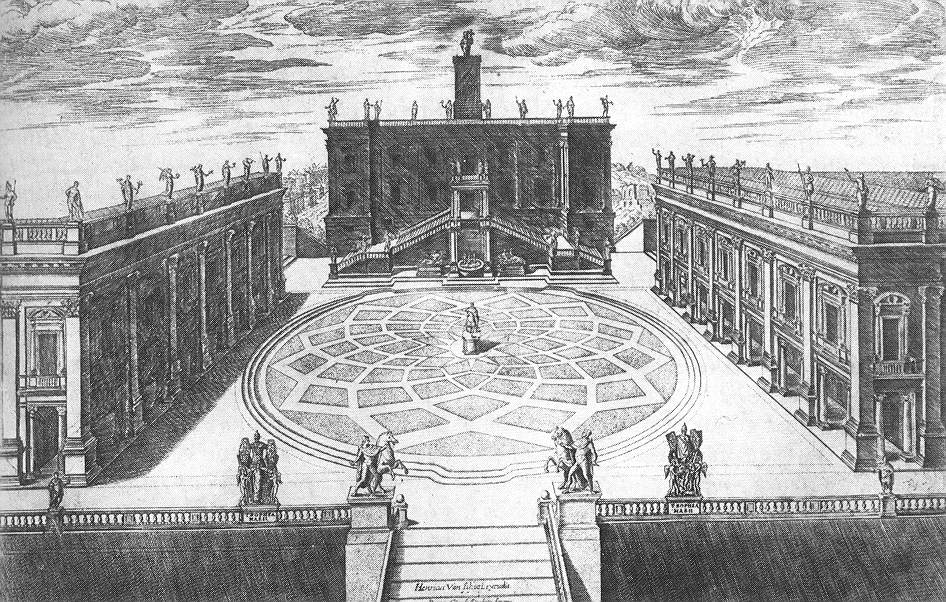
Il progetto di Michelangelo in un'incisione di Étienne Dupérac del 1569

In epoca medievale il Campidoglio fu progressivamente abbandonato, come risultato del grave calo demografico della città, i cui residenti si concentrarono soprattutto nella zona di Campo Marzio; questo almeno fino alla nascita delle istituzioni comunali, quando nel 1144 la residenza fortificata dalla famiglia dei Corsi, edificata sui resti dell'antico Tabularium, divenne sede del ricostituito Senato romano (prendendo il nome di Palazzo Senatorio), e quindi centro dell'attività politica cittadina.
L'anno successivo, nell'ambito della lotta di potere tra il papato e il Senato Romano, Papa Lucio II tentò di risolvere militarmente il contrasto, e con le milizie rimastegli fedeli, attaccò il Campidoglio, sede del Senato. La reazione del popolo fu però massiccia e l'assalto fallì. Alcuni cardinali furono uccisi e lo stesso Lucio fu colpito alla testa da una pietra tirata dalla rocca. Ferito gravemente, fu trasportato immediatamente al convento di S. Gregorio al Palatino, dove morì due giorni dopo, il 15 febbraio 1145.
Tra il 1347 e il 1349 il condottiero e tribuno romano Cola di Rienzo instaurò il proprio governo sul Campidoglio, nel tentativo di rivitalizzare la città, contrapponendo al retaggio medievale delle grandi casate nobiliari, le istituzioni comunali.

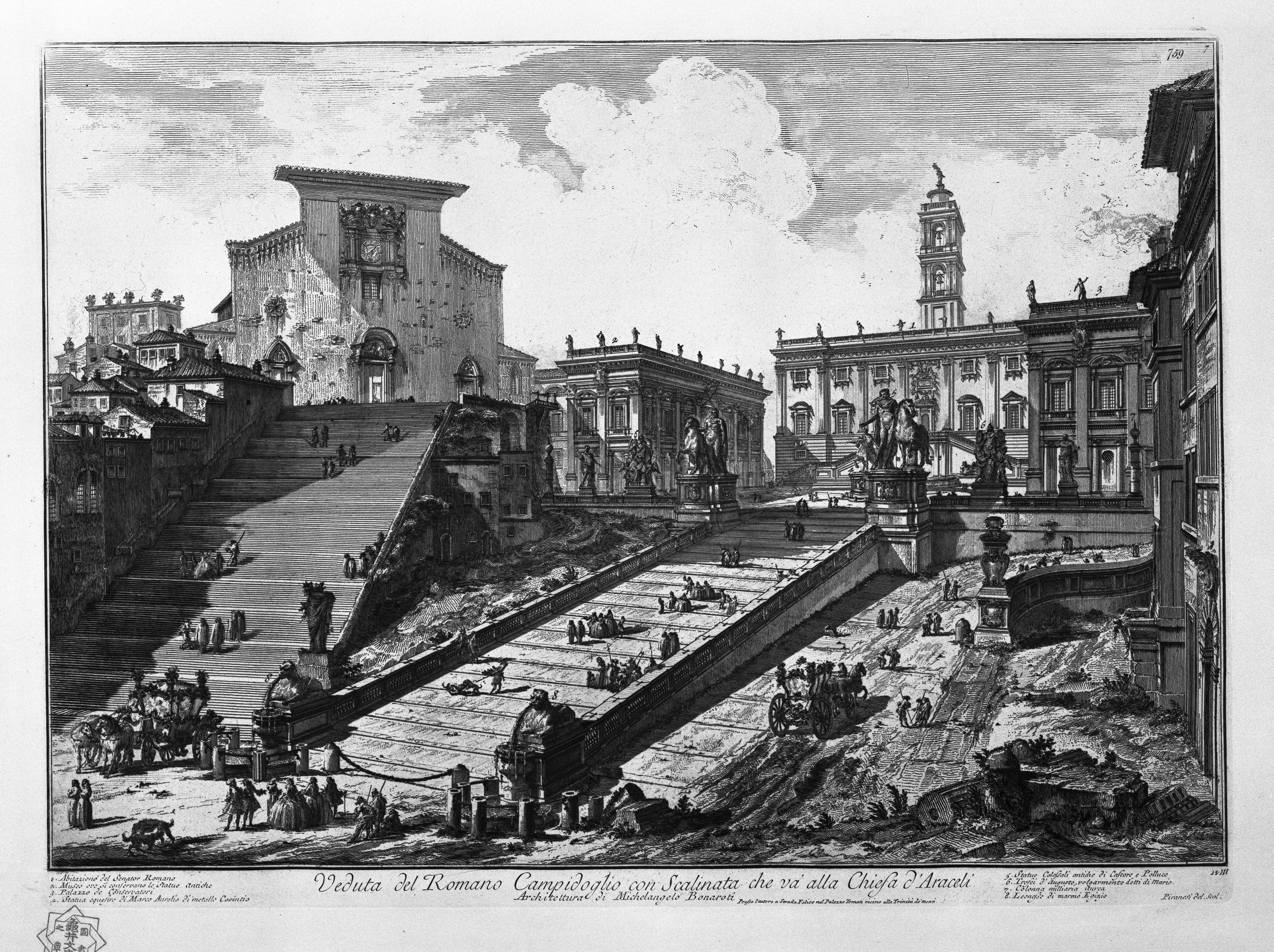
Incisione di Giovanni Battista Piranesi della metà del XVIII secolo

Subì diverse modifiche e aggiunte fino al progetto di sistemazione della piazza del Campidoglio voluto da papa Paolo III e affidato a Michelangelo. Furono quindi costruiti il Palazzo dei Conservatori e il Palazzo Nuovo, attuali sedi dei Musei Capitolini. Nella piazza realizzata secondo il progetto di Michelangelo era già stata collocata la celebre statua equestre di Marco Aurelio e una nuova scala di accesso, la Cordonata, che permetteva la salita anche a cavallo, grazie ai gradini bassi e in pendio.
Nonostante questi lavori, e la ripresa della vita politica intorno al Municipio, il colle abitato unicamente sulle sue pendici rivolte verso il Campo Marzio e sulla sommità, lasciando ababndonata la sua parte meridionale, dove tra gli anrichi ruderi, si creavano orti, come ancora raffigurati in alcune rappresentazioni del Cinquecento.
Sui resti del tempio di Giunone Moneta era sorta la basilica di Santa Maria in Aracoeli a cui si accedeva con una ripida scalinata, e il suo importante convento, nonché il massiccio palazzo papale comunemente noto come Torre di Paolo III, entrambi distrutti negli anni ottanta del XIX secolo per ottenere lo spazio necessario alla costruzione del Vittoriano.
In Campidoglio si sono tenute tutte le cerimonie di Incoronazione poetica.

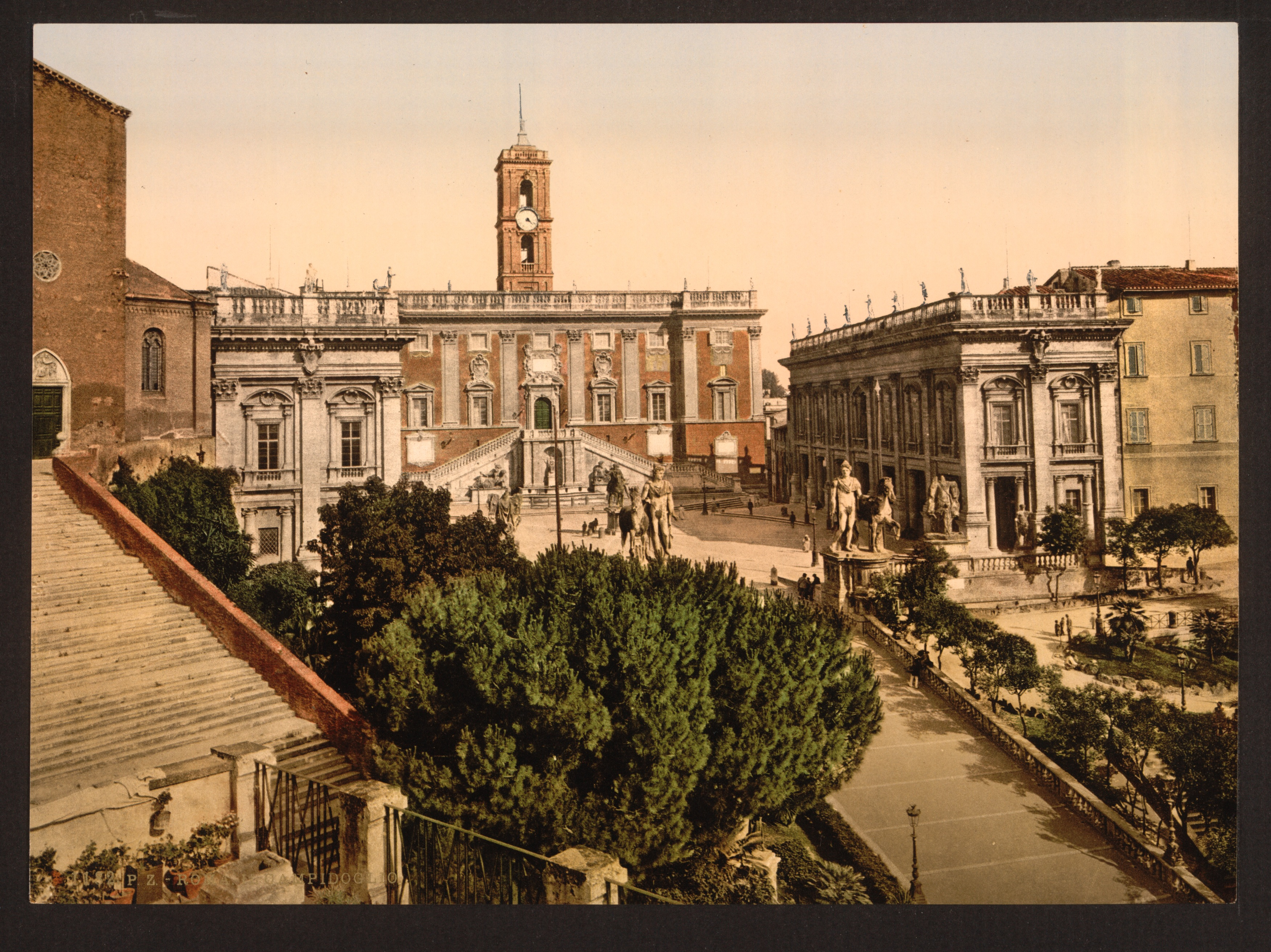
Il Campidoglio tra il 1890 e il 1900

### Epoca contemporanea
Il Campidoglio è stato anche la sede di rappresentanza del comune di Roma divenuto nel 2010 l'ente territoriale speciale Roma Capitale.
Vi sono allocati gli uffici del sindaco, la sala consiliare (sala Giulio Cesare) e altri spazi di rappresentanza come la Protomoteca, dove sono stati firmati nel 1957 i Trattati di Roma (tra cui quello istitutivo della Comunità economica europea) e nel 1998 lo Statuto di Roma (istitutivo della Corte penale internazionale).

## Scavi archeologici
Risalgono al 1998 gli scavi archeologici nel Giardino Romano di Palazzo dei Conservatori, il cui risultato più noto è la (ri)scoperta dei muri di fondazione del Tempio di Giove Capitolino, dati al VI secolo a.C.
Importante ai fini dello studio della formazione della città, la scoperta di lavori di sistemazione del suolo, risalenti alla tarda età del bronzo. Rilevante è stata anche la scoperta di sepolture e di una zona destinata alla lavorazione di metalli in uso sin dal IX secolo a.C.

### Vittoriano
Le opere di costruzione del Vittoriano, che comportarono la distruzione degli edifici che si trovavano nell'area del colle scelta per la sua costruzione, portarono alla scoperta un tratto delle mura serviane, prima cinta muraria della città risalente al VI secolo a.C., ovvero all'epoca dei re di Roma, nonché i resti di un mammuth.

## Monumenti e luoghi d'interesse
| Planimetria del Campidoglio antico |
| --- |
| Area capitolina Arx Forum Romanum Fori Imperiali Velabro Tempio di Giove capitolino Tabularium Tempio di Giunone Moneta Teatro di Marcello Forum Holitorium Tempio di Bellona Tempio di Giove Feretrio Tempio di Veiove Auguraculum Iseum Tempio di Giove Custode (?) Tempio della Concordia (?) Tempio di Giove Conservatore Altare Tensarum Tempio di Giove Tonante Clivus Capitolinus Centus Gradus Porta Pandana Tempio di Giano Tempio di Giunone Sospita Tempio di Spes Tempio di Augusto Asylum Inter duos lucos Vico Giugario Campo di Marte Portico degli Dei Consenti Tempio di Vespasiano Tempio della Concordia Tullianum Clivus Argentarius Tempio di Venere Ericina Tempio di Mens (?) Tempio di Fides (?) Tempio di Ops (?) Arco di Scipione Tempio di Saturno Basilica Giulia |

### Scomparsi
- Auguraculum, il principale templum di Roma, l'area sacra definita dagli àuguri, prima in cielo e quindi sulla terra, all'interno della quale i sacerdoti interpretavano il volere degli dei.
- Tempio di Fides, dedicato a Fides la personificazione romana della lealtà, utilizzato anche per assemblee del Senato, sulle cui pareti erano esposte le tavole su cui erano iscritti i testi dei trattati internazionali.[30].
- Tempio di Giove Feretrio, il primo tempio costruito a Roma, secondo la legenda da Romolo, dopo aver sconfitto in battaglia il capo dei Ceninensi Acrone. La sua esatta posizione è ancora oggetto di dibattito tra gli studiosi.
- Tempio di Giove Ottimo Massimo o di Giove Capitolino, dedicato alla triade capitolina (Giove, Giunone e Minerva). Era il più grande monumento esistente sul Campidoglio. Fu il centro del culto di stato romano e secondo la tradizione fu eretto in concorrenza del santuario dedicato a Iuppiter Latiaris sul Mons Albanus, nei pressi di Alba Longa. Davanti al tempio terminavano le cerimonie trionfali e vi si svolgevano le assemblee solenni del Senato, oltre ai sacrifici augurali dei nuovi consoli. Vi erano depositati gli archivi riguardanti le relazioni estere ed i Libri sibillini.
- Tempio di Giunone Moneta, nei cui pressi fu edificata la prima zecca di Roma antica.
- Tempio di Veiove, un dio giovanile infernale italico, protettore della fecondità e del bosco sacro (forse di origine etrusca), inaugurato nel 192 a.C..[31]
- Tempio di Venere Ericina, sorgeva nell'angolo sudorientale del colle, sovrastante la Rupe Tarpea, fra il tempio di Opi e l'Aedes Mentis.[30]

### Esistenti
- Basilica di Santa Maria in Aracoeli, costruita sulle rovine del Tempio di Giunone Moneta. La prima costruzione risale al VI secolo, ma l'attuale aspetto romano-gotico si deve ai francescani, che la ristrutturarono nel XIII secolo.
- Palazzo dei Conservatori, situato in piazza del Campidoglio, a fianco del Palazzo Senatorio e di fronte al Palazzo Nuovo, fu edificato tra il XII - XIII secolo, ma il suo aspetto attuale risale al XVI secolo.
- Cordonata, è la celebre strada in pendio, formata da larghi elementi trasversali in pietra o mattoni, che da via del Teatro di Marcello conduce a piazza del Campidoglio, sulla cima dell'omonimo colle. Fu progettata da Michelangelo Buonarroti nel XVI secolo su commissione di papa Paolo III, nell'ambito dei lavori di risistemazione del Campidoglio.
- Palazzo Senatorio è il municipio della città a partire dal 1144, fatto che lo rende il più antico municipio al mondo.[3][32] Costruito tra il XII e il XIII secolo sulle rovine del Tabularium e del tempio di Veiove, fu ristrutturato nel corso del XVI secolo sotto la supervisione di Michelangelo Buonarroti e successivamente di Giacomo Della Porta.
- Palazzo Nuovo, situato in Piazza del Campidoglio di fronte al Palazzo dei Conservatori, con cui costituisce le sedi espositive dei Musei Capitolini, fu costruito solo nel XVII secolo, probabilmente in due fasi, sotto la direzione di Girolamo Rainaldi e poi del figlio Carlo Rainaldi che lo ultimò nel 1663. Tuttavia il progetto, quanto meno del corpo di facciata, deve essere attribuito a Michelangelo Buonarroti.[33]
- Vittoriano, chiamato Altare della Patria, è un monumento nazionale italiano situato sul versante settentrionale del colle del Campidoglio. La sua costruzione iniziò nel 1885 e i lavori si conclusero nel 1935: tuttavia il monumento fu inaugurato ufficialmente ed aperto al pubblico già nel 1911, in occasione delle celebrazioni del Cinquantenario dell'Unità d'Italia.